# Isaura (chanteuse)
Pour les articles homonymes, voir Isaura.
Isaura Santos, ou plus simplement Isaura, née le 15 juillet 1989, est une auteure-compositrice-interprète portugaise. Elle a composé la chanson O Jardim, interprétée par Cláudia Pascoal représentant le Portugal au Concours Eurovision de la chanson 2018, dans leur pays natal, à Lisbonne.

## Carrière
Elle s'est fait connaître du grand public en 2010, en participant à l'émission de télé-crochet Operação Triunfo, terminant à la 8e place.